# Rivière Tétagouche
La rivière Tétagouche est un cours d'eau canadien, se déversant dans le havre de Bathurst, au Nouveau-Brunswick, au Canada.

## Toponymie
Le nom de la rivière dérive possiblement du micmac Odoodooguech, ce qui signifie « écureuil », et non « rivière de fée » comme l'a supposé Cooney en 1832, ni « petite rivière » selon Flinne en 1893, ni du français « tête à gauche ».